# 鈴華ゆう子
鈴華 ゆう子（すずはな ゆうこ、6月7日生まれ、年齢非公開）は、茨城県水戸市出身の日本の歌手、作詞家、作曲家、詩吟師範（吟道鈴華流 宗家）、ピアノ奏者、声優、ラジオパーソナリティ。
ユニバーサルミュージック所属。和楽器バンドにおいては株式会社イグナイトマネージメント、ソロおよび華風月は株式会社INOKA SOUND所属。詩吟師範という肩書きを持ちながら、ソロの歌手活動や和楽器バンド・ボーカルを担当し、華風月ではボーカル・ピアノを担当する。夫は和楽器バンドと華風月のメンバーで箏を担当するいぶくろ聖志。1女の母。いばらき大使、水戸大使に任命されている。鈴華メソッド代表のほか、吟道鈴華流を創流し初代宗家も務める。

## 人物・経歴
3歳からクラシックピアノを始める。5歳から詩吟と詩舞、剣舞を始める。
茨城県立水戸第二高等学校、東京音楽大学音楽学部音楽科器楽（ピアノ）専攻を卒業した。東京音大在学中より作曲・編曲を手掛ける。
ピアニスト、ピアノ教室講師を経て、大学の同級生と結成したクラシカルポップスユニット「Asty」で歌手活動を開始する。
2011年にはコロムビアレコード主催の全国吟詠コンクール青年の部で1位となる。同年の12月にはニコニコ動画において、ミスニコ生2011に選ばれた。ミスニコ生に選ばれたことを切っ掛けとして、尺八奏者の神永大輔、箏奏者のいぶくろ聖志と出会い、2012年に「華風月」を結成する。それに合わせ、芸名を現在の鈴華ゆう子に変更した。吟号である「晟華」を由来としている。翌年この「華風月」を中心として、動画サイトなどで知り合った演奏者達と共に「鈴華ゆう子with和楽器バンド」を結成した。やがて「和楽器バンド」と改名し、エイベックスよりメジャーデビューを果たした。
2017年3月にいばらき大使、水戸大使に任命される。
2019年6月に所属事務所および所属レーベルをエイベックス・ミュージック・クリエイティヴおよびavex traxより株式会社イグナイトマネージメントおよびユニバーサルミュージックへ移籍した。
2022年8月21日に、2020年3月に和楽器バンドと華風月のメンバーで箏担当のいぶくろ聖志と結婚したことと、第一子を妊娠中であることを発表した。2022年9月18日の島根公演の後に体調不良となり、受診した島根の病院の集中治療室へそのまま入院となる。22日、入院したことと24日以降の公演への出演が見送りになったことを発表した。10月5日、入院の経緯と東京の病院への転院を報告した。11月24日、第1子女児を出産した。25日に夫のいぶくろ聖志が報告した。

### 受賞歴
オフィシャルサイトのプロフィールより：
- PIARAピアノコンクール全国大会デュオE部門ショパン賞
- 2011年日本コロムビア全国吟詠コンクール決勝大会優勝[11]
- 2010年財団法人全国吟詠コンクール東日本地区大会青年の部優勝
- IBS吟詠コンクール決勝大会第5位（18歳 - 65歳部門）
- 財団法人全国吟詠コンクール全国大会少年の部5位
- 財団法人全国剣詩舞コンクール東日本大会少年の部優勝

## 来歴

### 2010 - 2013年：Asty時代 - 華風月・鈴華ゆう子with和楽器バンド結成時代
- 2010年にAstyのボーカルとして活動開始。
- 2010年7月、財団法人吟詠コンクール東日本地区大会青年の部優勝[12]。
- 2011年12月4日、コロムビア吟詠コンクール青年の部優勝[13]。
- 2011年12月18日、ニコニコ動画のイベントであるナマケットGirlsに出場し優勝する。ミスニコ生2011となる[14]。
- 2012年3月、ピアノ&ボーカルをつとめるユニット華風月を結成。芸名を鈴華ゆう子と改名する。
- 2013年3月、茨城県運営のネットテレビ局「いばキラTV」の番組『いばキラ★NIGHT 鈴華ゆう子のただいまIBARAKI！』が放送開始。自身初の看板番組であり初のメインパーソナリティ番組となった。2015年3月に番組終了するまでに、いばキラTVのテーマ曲「はじまりのひかり」（作詞作曲：鈴華ゆう子、演奏：華風月）を提供するなど深く関わることとなる[15][16]。
- 2013年5月3日、この日をもってAstyが活動休止になる。

### 2014 - 2019年5月：和楽器バンドメジャーデビュー - 和楽器バンドavex時代
- 2014年1月31日、前年より動画サイトなどで活動していた鈴華ゆう子with和楽器バンドが和楽器バンドと改名し、メジャーデビュー後も毎年恒例となる大新年会ライブが開催された。
- 2014年4月23日、自身がリーダーとボーカルとつとめるバンドである和楽器バンドが1stアルバム「ボカロ三昧」をavexよりリリースしメジャーデビューを果たす。
- 2014年7月8日より開催された東京ディズニーランドの「ディズニー夏祭り2014 雅涼群舞 雅絢爛」の楽曲を和楽器バンドが演奏しており、ボーカルとして参加した。
- 2015年1月、和楽器バンドのために作詞作曲した「なでしこ桜」がアニメ『戦国無双』のエンディング曲に採用される（オープニングは同じく和楽器バンドの「戦-ikusa-」）。
- 2015年3月、キリンメッツのCMに和楽器バンドが出演。鈴華ゆう子自身初のCM出演となる。
- 2015年11月、和楽器バンドの2ndアルバム「八奏絵巻」が第57回レコード大賞企画賞を受賞。[17]
- 2016年1月6日、和楽器バンドの恒例の第新年会が日本武道館で開催される。鈴華ゆう子初の武道館ライブとなる。
- 2016年1月13日、鈴華ゆう子が作詞作曲を担当した和楽器バンドの「Strong Fate」が映画『残穢　―住んではいけない部屋―』のイメージソングとなった。[18]
- 2016年2月14日、アニメ『機動戦士ガンダム 鉄血のオルフェンズ』の挿入歌「戦火の灯火」を鈴華ゆう子が担当。avexより鈴華ゆう子ソロプロジェクト第一弾として発表される。
- 2016年7月、和楽器バンドがアメリカ西海岸ツアーを開催（ロサンゼルス、サンディエゴ、サンフランシスコ）。鈴華ゆう子初のアメリカツアーとなった。
- 2016年11月22日に発売となるバンダイナムコゲームス『SDガンダム G GENERATION GENESIS』のテーマ曲「永世のクレイドル」「Remains」を鈴華ゆう子が担当。また、鈴華ゆう子がモデルとなる同ゲームのキャラクター「ユーコ・オルテンシア」の声を担当し初の声優出演となった。[19]このプロモーションとして9月には東京ゲームショーに出演、ゲーム発売の翌日となる11月23日はソロとしては初のミニアルバムとなる「CRADLE OF ETERNITY」がリリース。翌2017年には、アニメイト名古屋、ソフマップ秋葉原アミューズメント館、日本工学院蒲田キャンパス、TSUTAYA EBISUBASHI、アニメイト大阪日本橋、ディスクピア日本橋店の3都市6カ所で発売記念イベントが開催された。
- 2017年3月5日、アニメ『機動戦士ガンダム　鉄血のオルフェンズ』第46話「誰が為」に「天空の先へ」（鈴華ゆう子作詞作曲、歌唱）が挿入歌として使用された。
- 2017年3月23日、いばらき大使および水戸大使に任命された。
- 2017年7月12日、スマートフォンアプリ『SDガンダム Gジェネレーション RE』のオープニングテーマ曲「Tears Cry」を担当した。
- 2018年10月1日、JFN系列で『和楽器バンド 鈴華ゆう子の 日本が好きになっちゃうラジオ』がスタート。放送が開始される前にFM OH!の「Music Bit」の月1レギュラーとして出演していたが、自身がメインパーソナリティをつとめるラジオ番組はこれが初となる。
- 2018年11月11日に日本武道館で開催された「第50回全国吟剣詩舞道大会に華風月EX（華風月プラス黒流）として参加。また、鈴華ゆう子個人として詩吟、剣詩舞を披露した。
- 2019年1月18日、茨城県那珂市瓜連にあるミニシアター「あまや座」で映画『恋のしずく』の舞台挨拶をした。
- 2019年5月18日、東京音楽大学中目黒・代官山校舎TCM Hallで開催された「And Music 2019 And Music Concert starring 鈴華ゆう子」に出演した。
- 2019年5月25日、シンコーミュージックより発売されたムック本『Rock AND READ girls』（RR girls）にロングインタビューが掲載された。

### 2019年6月 - 2023年6月：和楽器バンド イグナイトマネージメント時代
- 2019年6月24日、和楽器バンド公式Twitterでavexとの契約期間満了に伴いユニバーサルミュージックへの移籍が発表された[20]。所属事務所も株式会社イグナイトマネージメントとなった。
- 2019年6月28日、水戸市で開催される「水戸黄門まつり」のリニューアルを記念して作られた曲「いざ水戸黄門まつり！」の作詞作曲と歌唱・ピアノを担当した[21]。また、8月2日にはNHK水戸『いば6』にコメント出演[22]。同曲に込めた想いを披露した。
- 2019年9月28日に開催された「いきいき茨城ゆめ国体2019」開会式で国家独唱を披露した[23]。
- 2019年10月14日に10月12日から13日にかけて日本列島に上陸した令和元年台風第19号にともなうチャリティーライブをTAIKO-LAB青山で急遽開催し募金を募った。同10月21日に自身のホームページにて募金完了の報告を行った[24]。
- 2020年5月6日、コロナ禍における自粛期間の最中、自身の思いをつづったYouTube限定の曲「うたいびと」（作詞作曲）を公開した[25]。
- 2020年10月 - 11月、自身が作詞作曲した和楽器バンドの「月下美人」がNHK『みんなのうた』で放送された[26]。
- 2021年2月13日、配信限定で開催された「LIVE SDD 2021」に出演。和楽器バンドでの出演の他に、鈴華ゆう子ソロとして山﨑育三郎と共に「A WHOLE NEW WORLD」を披露した[27]。
- 2021年2月7日、自身のYouTubeチャンネルにて、初めてのメンバーシップ放送が開始された[28]。入院期間などを除き、月に1度以上メンバー限定配信が行われている。
- 2021年4月5日より放送開始されたフジテレビ系ドラマ『イチケイのカラス』の主題歌を和楽器バンド（WGB名義）担当したことにより、鈴華ゆう子初のドラマ主題歌の歌唱担当となった。
- 2021年5月4日、東京スクールオブミュージック&ダンス専門学校のオープンキャンパスにて、スペシャルボーカルセミナー開催[29]。緊急事態宣言下により予定を変更し、オンラインでの開催となった。
- 2021年6月7日、ビルボードライブ東京で自身初のバースデーライブを開催した（ソロワンマンライブも初開催）[30]。このライブで森山直太朗作詞作曲の「カンパニュラ」を披露し、ソロ活動再開を報告した。
- 2021年6月30日、ソロ曲「カンパニュラ」の配信がスタート。
- 2021年7月1日、声優をつとめるアニメ『ピーチボーイリバーサイド』が放送開始。このアニメではQ-MHzのプロデュースで主題歌「Dark spiral journey」をソロで担当している。
- 2021年7月20日、Billboard JAPANへ担当インタビュー記事掲載。4年振りのソロ活動への想いが詳細に語られた[31]。また同日、NHKの『うたコン』に出演し「カンパニュラ」を披露した[32]。
- 2021年9月29日、「ロック・ポップス&オーケストラの祭典 billboard classics festival 2021」にソロで出演。オーケストラ演奏に合わせ「Starlight」「Dark Spiral Journey」「カンパニュラ」を披露した[33]。尚、Dark spiral journeyはライブでは初めて歌唱となった。
- 2021年11月8日、Vocal Magazine Webにてコラム「唄いろは」掲載スタート[34]。
- 2022年1月18日、NHK『うたコン』に2度目の出演、「カンパニュラ」を披露。IKKOが「2021年うたコン名シーン」として選んだことによる出演[35]。
- 2022年5月21日、ビルボードライブ東京でソロライブ「鈴華ゆう子 Jazzy Night 2022」を開催した[36]。
- 2022年6月7日、音楽と花をテーマにしたプロジェクト「SUZUHANA」スタート[37]。
- 2023年5月6日、「田中公平アコースティックコンサート2023」にゲストボーカルとして出演[38]。1年以上前からオファーを受けていたこともあり、前年の長期入院および出産を経たあとの復帰コンサートとなった。

### 2023年6月 - 2024年12月：INOKA SOUND時代
- 2023年6月7日、自身の誕生日に「鈴華ゆう子バースデー特別イベント2023in京都」を開催[39]。長期入院明けで開催場所の確保が難しい中、白竹堂の社長の紹介により確保した京都「岡崎庵」での開催となった。サプライズゲストに夫いぶくろ聖志出演。結婚発表後、2人だけのステージは初めてとなった。
- 2023年6月17日、会員制ファンコミュニティアプリfaniconにてファンクラブ「華屋敷」スタート[40]。鈴華ゆう子とマネージャーの2人が会員番号0番となっている。
- 2023年9月10日、ビルボートライブ横浜で「鈴華ゆう子～和×JAZZ～」開催[41]。
- 2023年9月23日、NHK-FM『アニソン・アカデミー』にゲスト出演。放送終了後、中川翔子と連絡先を交換する仲になった[42]。
- 2023年9月24日、水戸市で行われた「雅 千人きもの」にて、高橋靖水戸市長とのトークショーに出演[43][44]。
- 2023年10月1日、モビリティリゾートもてぎで行われた「2023FIM MotoGP™世界選手権シリーズ第14戦MOTUL Grand Prix of Japan」にて、決勝レース直前に国歌独唱を披露した[45]。尚、この日は和楽器バンドのライブもあり、国歌独唱を終えたあと18時より水戸市民会館大ホール（クロービズホール）でライブを行った。
- 2023年10月6日、茨城放送luckyFMで「鈴華ゆう子のJapanese Treasures」スタート[46]。自身2度目のラジオレギュラーパーソナリティ。
- 2023年11月15日、ビルボードライブ大阪で「鈴華ゆう子～和×JAZZ」開催[47]。
- 2023年11月16日、FAN SPACE DINERなんばで初めてのファンクラブイベント「第一回華ファミリー家族会議」開催。前日開催のライブと連動したチケット割引も実施された。
- 2023年12月17日、音楽の友ホールにて初めてのクリスマスコンサート「鈴華ゆう子 Christmas Special Concert 2023」開催[48]。コンサート開催に合わせファンクラブ内のスクラッチ（くじ）も同時開催され、当選者はリハーサル見学やツーショット撮影なども行われた。
- 2023年12月26日、日本吟剣詩舞協会のYoutubeチャンネルにて生配信番組「鈴華ゆう子の和風喫茶　吟剣詩舞」スタート[49]。
- 2024年2月5日-2月9日、ニッポン放送系列『あなたにハッピー・メロディ』出演。ソロコンサートのプロモーションだけでなくバンドの活動休止について、プライベートのことなど、トーク内容は多岐に渡った[50]。
- 2024年2月10日より開催された「第128回　水戸の梅まつり」のパンフレットに、華風月で演奏した動画「弘道館に梅花を賞す」などの情報が掲載された。
- 2024年2月11日、ニッポン放送『坂本梨紗のヘルシー・メルシー!』に出演[51]。
- 2024年2月15日、NHKラジオ『ごごカフェ』にゲスト出演[52]。
- 2024年2月19日、FM大阪『LOVE FLAP』出演。リモートでのコーナー生出演となった[53]。
- 2024年3月5日、ニッポン放送『高田文夫のラジオビバリー昼ズ』にゲスト出演。放送終了後、同郷の黒沢かずこと連絡先を交換する仲になった[54]。
- 2024年3月17日、大手町三井ホールにて「Otemachi One Strings 鈴華ゆう子 雅 ～Spring～」が開催された[55]。
- 2024年3月29日より、ヴィレッジヴァンガードとのコラボレーショングッズが発売された[56]。
- 2024年5月1日、毎年8月にドイツで三日間開催されている日独友好フェスティバル「MAIN MATSURI JAPAN FESTIVAL」にて、初出演となる鈴華ゆう子がメインステージのヘッドライナーを3日間務めることが発表された[57]。
- 2024年5月5日、調布市グリーンホール（中ホール）にて、鈴華メソッド合同発表会が開催された[58]。鈴華メソッドの講習生の発表だけでなく、いぶくろ聖志、神永大輔の両名が直接指導している生徒の演奏や、講師陣らの演奏・演舞などもあった[59]。
- 2024年5月14日より、「QUIET STARS」にて、鈴華ゆう子と楽曲制作ができる“楽曲共創”オンラインイベントが開始された[60]。最優秀者には、レコーディングスタジオでの収録、完成楽曲のデジタル配信リリース、音楽クリエイターとしての収益に関する権利の取得などの特典がある。
- 2024年5月25日－27日、初めてのファンクラブ旅行「華ファミリー家族旅行in沖縄」が開催され、ウエルカムパーティー、限定ライブ、全部屋訪問、紅型染め体験、参加者1人1人へのプレゼント手渡しなど、100名以上のファンと共に数多くのイベントが行われた[61]。
- 2024年6月7日、Youtube限定公開となっていた曲「うたいびと」を、自身の誕生日に合わせ配信開始。同時にCD販売予定も発表された[62]。
- 2024年6月9日、パシフィコ横浜国立大ホールで行われたMUSIC VERSE Fesに和楽器バンドから鈴華ゆう子と町屋が出演。いろはにほへっと あやふぶみと共演し、恋情詩歌と千本桜を披露した[63]。
- 2024年6月30日、日本橋三井ホールにて、鈴華ゆう子 Rockin’ Birthday 2024 -CRADLE OF ETERNITY-が開催された[64]。ソロライブとしては今までにないロックを中心としたセットリストが展開され、ライブ中のMCで9月29日のライブ[65]も発表となった。
- 2024年7月5日、および7月12日、NHK FM「カブキ・チューン」にゲスト出演した。番組での共演は始めてだったが、番組パーソナリティの中村苔玉も出演し、和楽器バンドの曲がふんだんに使われた新作歌舞伎『NARUTO』の話題などで盛りあがった[66][67]。
- 2024年7月27日、水戸黄門まつりの開幕を彩る水戸偕楽園花火大会にて、水戸市長の高橋靖と共に開祭式で挨拶を行った。フィナーレでは、自身が作詞作曲した同祭りのイメージソング「いざ水戸黄門祭り！」に合わせ花火が打ち上げられた[68]。
- 2024年7月31日、ドイツで開催されるMain Matsuri Japan Festivalの公式マガジン「Main Matsuri Magazine 2024」の表紙を飾ると共に、6ページに渡るインタビュー記事が掲載された[69]。
- 2024年8月8日、朝日新聞グループの食べ物企画「グッとグルメ」で、おすすめの食べ物について、朝日新聞夕刊に掲載された[70]。
- 2024年8月16日～18日、日独友好フェスティバル「MAIN MATSURI JAPAN FESTIVAL」にて、3日間メインステージのヘッドライナーを始めとした計4ステージに立ったほか、Meet&Greet等でステージ以外でも来場したファンとの交流が図られた[71]。
- 2024年9月29日、Billboard Live YOKOHAMAにて、「鈴華ゆう子Billboard Live 2024〜Autumn Songs～」が開催された[72]。オリジナル曲のほか、飾りじゃないのよ涙は、メロディー、ハナミズキなどのカバー曲も披露、ハナミズキではサプライズゲストのマシコタツロウによるピアノ演奏と合わせての歌唱だった[73]。更にＭＣにて、インドネシア・ジャカルタで行われるComicFrontier19（11月9日-10日）に出演することが発表され（鈴華の出演は11月10日）[74]、合わせて12月29日のライブも発表された[75]。
- 2024年10月4日、NHK水戸放送局制作の番組『いばっちゃお』に生出演、水戸市出身の鈴華ゆう子が、過去から現在、未来にかけての想いを生放送で語った。ソロでの出演であったが、神永大輔、いぶくろ聖志と共に出演し、トークのほか生演奏で「いざ！水戸黄門祭り」を披露した[76][77]。また放送日の10月4日は、12年前に華風月の3人でNHK水戸放送局に出演した日でもあり、奇しくも12年の時を経て3人での出演となった[78]。また、10月23日、NHK水戸放送局の『いば6』で再放送がありNHKプラスでも視聴可能となった[79]。
- 2024年10月13日、呉信用金庫ホールで行われた艦娘Special Live in 呉鎮守府2024にシークレットゲストとして昼戦・夜戦の2公演へ出演。「暁の水平線に」「時雨」「千本桜」の3曲を披露した[80]。また、夜公演のシークレットゲストだった森口博子と初めて対面、お互い会いたかった者同士だったこともあり、手を取り合い2人して会えた喜びを分かち合った[81][82]。
- 2024年11月7日、TBS系列で放送された『モニタリング』にて、透明カラオケボックスin長野へゲストとして出演。千本桜（和楽器バンドver）を歌唱し、目標の95点にわずかに届かず、94.674点となった[83]。
- 2024年11月8日、『Vocal Magazine Web』にて、自身が2年間にわたり執筆した連載コラム『唄いろは』が発売された。書籍化にあたり自ら全面的に構成を見直し、更に同年10月9日発売の和楽器バンドのベストアルバム『ALL TIME BEST ALBUM THANKS 〜八奏ノ音〜』から、新曲「GIFT」における鈴華のヴォーカル・レコーディングの密着取材の様子も記載、大幅な加筆・編集が施され、自身初めての著書となった[84]。
- 2024年11月10日、インドネシアのジャカルタで行われたComicFrontier19にて、今回から新たに行われるようになったJewelbox Music Stageでメインアクトを務め、神永大輔、匹田大智と共に反撃の刃などアンコールを含め10曲を披露した[85]。
- 2024年11月18日～21日、J-WAVE STEP-ONE内のコーナー｢Expedia LISTEN AND LEARN｣に出演した[86][87][88][89]。
- 2024年12月2日、文化放送「レコメン」に和楽器バンドから鈴華ゆう子と町屋がゲスト出演[90]。
- 2024年12月3日、日本テレビ『超・乃木坂スター誕生!』に和楽器バンドから鈴華ゆう子と町屋がゲスト出演。池田瑛紗、井上和、川﨑桜と共に千本桜（Re-Recording）を披露した[91]。
- 2024年12月3日、11月8日に発売となった「唄いろは」の出版記念お渡し会をHMV&BOOKS SHIBUYAにて開催。200名以上の参加者へサイン入り著書への宛名記入と手渡しを行った[92]。
- 2024年12月29日、羽田空港第3ターミナル内のTIAT SKY HALLにて、年の瀬ライブ2024、および（ファンクラブ）華屋敷年忘れパーティーが開催された。新曲「パピヨン」が披露され、サプライズゲストとして和楽器バンドメンバーの黒流が登場した。また、ライブ中のMCにて2025年のファンクラブ旅行の日程なども発表された[93]。

### 2025年1月 - ：和楽器バンド活休時代
- 2025年1月15日、自身初めての映像作品『Rockin' Birthday 2024-CRADLE OF ETERNITY-』発売。発売に伴い、パネル展を東京と大阪で開催[94]。また映像作品としては稀なリリースイベントを東京・札幌・福岡・名古屋で開催[95]。
- 2025年1月19日、東郷記念館で行われた神永大輔のファンクラブイベント｢風のおたより 開設1周年記念 神永大輔 New Year Concert 2025｣にシークレットゲストとして出演。鏡割りや乾杯のほか、神永らと4曲を共演した[96]。
- 2025年3月9日、熊本県カンタービレホールにて「鈴華ゆう子×いぶくろ聖志　初Duoコンサートin 熊本　-MEOTOの音」が開催された。ワークショップやサプライズ出演等で2人のみのステージはあったものの、2人だけと銘打ってのコンサートは初開催となった[97][98]。尚、前日の3月8日、いぶくろ聖志のイベント「着物散歩＠阿蘇」内で行われた「極楽寺いぶくろ聖志miniLIVE」へサプライズゲストとして鈴華も出演。2曲披露した。
- 2025年4月26日、詩吟の新流派「吟道鈴華流（ぎんどうすずはなりゅう）」を創流したことが発表された。過日開催された日本吟剣詩舞振興会公認の東京都吟剣詩舞道総連盟に所属の某区連理事会にて正式に創流の承認を受け、今後は歌手活動と共に、吟道鈴華流・初代宗家「鈴華慶晟（けいせい）」としても活動する。吟道鈴華流では、これまでの音楽教育の知見を活かし「詩吟×音楽教育」という独自のスタイルを展開。リトミック・ソルフェージュといった要素を取り入れ、幼児から大人まで、詩吟の敷居をぐっと下げ、誰でも楽しめるような「現代に開かれた詩吟」のスタイルを目指す[99]。
- 2025年4月26日－27日、2度目のファンクラブ旅行「華ファミリー家族旅行2025in磐梯熱海温泉」が開催された。ウエルカムイベント、限定ライブ、全部屋訪問、鈴華の生演奏でラジオ体操を行う朝の会など、前回のファンクラブ旅行を上回る参加者と共に多くのイベントが開催された[100]。
- 2025年5月25日、NHKさいたま放送局制作の県内向け番組『ひるどきさいたま～ず』にゲスト出演。自身のこれまでの活動のほか、4月に発表された詩吟の新流派立ち上げについて、初めて自らの言葉で経緯の説明した[101]。
- 2025年6月7日、日本橋三井ホールにて「鈴華ゆう子 Birthday Live2025 -からくり屋敷-」が開催され、新曲｢ケサラバサラ｣が初披露された[102][103]。ライブ中のMCにて、同曲がテレビ東京系アニメ『ニンジャラ』のエンディングテーマであること、更にニューアルバム｢SAMURAI DIVA｣の発売[104]と、それに合わせたツアー｢鈴華ゆう子LIVETOUR2025 SAMURAI DIVA～東名阪台ノ陣｣[105]も発表された。
- 2025年7月4日、BS11『AnisonDays』にゲスト出演し、甲賀忍法帳(カバー)とケサラバサラを披露。更に詩吟宗家、及び和楽器バンドとしての自身のシンガー像と、和の音楽の世界についてトークを展開した[106]。

## 所属バンド・ユニット、活動
現在活動中のバンド・ユニット等
- 華風月 - 神永大輔(尺八)、いぶくろ聖志(箏)とによる、アコースティックユニット。鈴華ゆう子はボーカル＆ピアノを担当。
- 和楽器バンド - 神永大輔(尺八)、いぶくろ聖志(箏)、町屋(Gt&Vo)、黒流(和太鼓)、亜沙(Ba)、山葵(Dr)、蜷川べに(津軽三味線)とによる、ロックバンド。オフィシャルサイトでは、「新感覚ロックエンターテイメントバンド」。鈴華ゆう子はボーカルを担当。
- ソロ・プロジェクト - 『機動戦士ガンダム 鉄血のオルフェンズ』の挿入歌を担当した。これを機に和楽器バンド公式ツイッターよりソロ・プロジェクト始動と告知された。その後、2021年6月7日に開催されたバースデイソロライブでソロ活動の再開が発表された。

活動休止中のバンド・ユニット
- Asty - 鈴華ゆう子、小坂由加梨(Vl)、みーな(Pf)によるクラシカルポップスユニット。鈴華ゆう子はボーカルを担当。2013年5月3日に渋谷で行われたワンマンライブをもって、活動休止に入る。
- ユウカリ - 鈴華ゆう子と小坂由加梨(Vl)によるインストルメンタルユニット。鈴華ゆう子はピアノを担当。

## ディスコグラフィー

### ソロ
- シングル

| 発売日        | タイトル   | 備考             |
| ------------- | ---------- | ---------------- |
| 2024年7月13日 | うたいびと | 初のソロシングル |

- アルバム

| 発売日         | タイトル                                          | 備考                                 |
| -------------- | ------------------------------------------------- | ------------------------------------ |
| 2016年11月23日 | CRADLE OF ETERNITY                                | 初のソロミニアルバム                 |
| 2017年05月17日 | 機動戦士ガンダム 鉄血のオルフェンズ COMPLETE BEST | 戦火の灯火、天空の先へ(TV Ver)が収録 |

- 映像作品

| 発売日        | タイトル                                  | 備考                                                        |
| ------------- | ----------------------------------------- | ----------------------------------------------------------- |
| 2025年1月15日 | Rockin' Birthday 2024-CRADLE OF ETERNITY- | 2024年年6月30日に行われた同名のライブを映像化。初の映像作品 |

- 配信

| 発売日        | タイトル             | 備考 |
| ------------- | -------------------- | --- |
| 2016年2月14日 | 戦火の灯火（TV size) | 作詞作曲：黒うさ 「機動戦士ガンダム 鉄血のオルフェンズ」挿入歌 「CRADLE OF ETERNITY」収録 「機動戦士ガンダム 鉄血のオルフェンズ COMPLETE BEST」収録 「SDガンダム G Generation CROSS RAYS」プレミアムサウンドエディション収録 |
| 2021年6月30日 | カンパニュラ         | 作詞作曲：森山直太朗 |
| 2024年6月7日  | うたいびと           | 2024年7月13日よりCD販売開始 |
| 2025年1月15日 | パピヨン             | |
| 2025年6月7日  | ケサラバサラ         | テレビ東京系アニメ｢ニンジャラ｣エンディングテーマ |

- その他

| 発売日         | タイトル            | 備考                                                                                               |
| -------------- | ------------------- | -------------------------------------------------------------------------------------------------- |
| 2016年11月22日 | 永世のクレイドル    | PS4、PS Vitaソフト 「SDガンダム G GENERATION GENESIS」OPテーマ                                     |
| 2016年11月22日 | Remains             | PS4、PS Vitaソフト 「SDガンダム G GENERATION GENESIS」EDテーマ                                     |
| 2017年配信予定 | Tears Cry           | スマホ向けアプリ「SDガンダム GジェネレーションRE」テーマソング                                     |
| 2021年7月30日  | Dark spiral journey | アニメ「ピーチボーイリバーサイド」主題歌 Q-MHzプロデュース楽曲へフィーチャリングボーカルとして参加 |

### Asty
- ミニアルバム

| 発売日         | タイトル          | 備考                                             |
| -------------- | ----------------- | ------------------------------------------------ |
| 2010年05月15日 | 春風              | 1st 3曲入り                                      |
| 2010年10月28日 | Sweet Drops       | 2nd 5曲入り                                      |
| 2012年04月28日 | Acoustic -nature- | 3rd 3曲入り ニコニコ超会議会場において発売された |

- その他

| 配布日         | タイトル           | 収録曲           | 備考                                                            |
| -------------- | ------------------ | ---------------- | --------------------------------------------------------------- |
| 2011年07月08日 | Asty YUKO's Shigin | 三樹の酒亭に遊ぶ | ライブ来場者に配布された その後ニコ生リスナーに抽選でプレゼント |

### ユウカリ
| 発売日         | タイトル | 備考                    |
| -------------- | -------- | ----------------------- |
| 2012年10月25日 | Biluce   | 6曲入りインストアルバム |

### その他
| 発売日         | タイトル                                                  | 備考                                                                       |
| -------------- | --------------------------------------------------------- | -------------------------------------------------------------------------- |
| 2012年11月21日 | 和楽花道中 杵家七三社中傑作選～ボカロ曲を演奏して戴いた～ | 和楽・百年夜行にボーカルとして参加                                         |
| 2014年07月08日 | 東京ディズニーランド(R)「ディズニー夏祭り」2014           | 雅涼群舞にボーカルとして参加 当初は会場限定販売。同年7月23日より一般販売。 |
| 2015年07月09日 | 東京ディズニーランド(R)「ディズニー夏祭り」2015           | 雅涼群舞にボーカルとして参加 当初は会場限定販売。同年7月29日より一般販売。 |

## 作品
歌手、演奏家の活動だけではなく、音楽大学在学中より作詞家、作曲家としても作品を制作している。

### ソロ
| 曲名         | 作       | 収録                                             | 備考                                                              |
| ------------ | -------- | ------------------------------------------------ | ----------------------------------------------------------------- |
| step forward | 作詞作曲 | CRADLE OF ETERNITY                               | アルバム書き下ろし                                                |
| 雪時計       | 作詞作曲 | CRADLE OF ETERNITY                               | セルフカバー                                                      |
| 背中合わせ   | 作詞作曲 | CRADLE OF ETERNITY                               | アルバム書き下ろし                                                |
| 天空の先へ   | 作詞作曲 | 機動戦士ガンダム鉄血のオルフェンズ COMPLETE BEST | 鉄血のオルフェンズ挿入歌                                          |
| うたいびと   | 作詞作曲 |                                                  | YouTube限定新曲として2020年5月にUPしていた曲 4年越しの音源化      |
| パピヨン     | 作詞作曲 |                                                  |                                                                   |
| ケサラバサラ | 作詞     |                                                  | テレビ東京系アニメ｢ニンジャラ｣エンディングテーマ 作詞はUiNAと共作 |

### 和楽器バンド
| 曲名             | 作                                            | 収録                                              | 備考                                                   |
| ---------------- | --------------------------------------------- | ------------------------------------------------- | ------------------------------------------------------ |
| 華火             | 作詞作曲                                      | ボカロ三昧大演奏会 八奏絵巻                       | 和楽器バンド初のオリジナル曲                           |
| なでしこ桜       | 作詞作曲                                      | 戦-ikusa-/なでしこ桜 八奏絵巻                     | アニメ「戦国無双」ED曲                                 |
| 風鈴の唄うたい   | 作詞作曲                                      | 八奏絵巻                                          |                                                        |
| Strong Fate      | 作詞作曲                                      | 配信限定、四季彩-shikisai-、軌跡-BEST COLLECTION+ | 映画「残穢－住んではいけない部屋－」イメージソング     |
| ミ・ラ・イ       | 作詞作曲                                      | 起死回生                                          | テレビ東京系リオオリッピック中継応援ソング             |
| 鳥のように       | 作詞作曲                                      | 四季彩-shikisai-                                  |                                                        |
| 雨のち感情論     | 作詞作曲                                      | 雨のち感情論                                      | 和楽器バンド初のシングルCD                             |
| シンクロニシティ | 作詞作曲                                      | 軌跡 BEST COLLECTION+                             |                                                        |
| 花一匁           | 作詞作曲                                      | 軌跡 BEST COLLECTION+                             |                                                        |
| 雪影ぼうし       | 作詞作曲                                      | 雪影ぼうし、オトノエ                              | ガリバーCM曲                                           |
| 花になれ！       | 作詞作曲                                      | 雪影ぼうし                                        | 住宅情報館CM曲                                         |
| あまりりす       | 作曲                                          | 雪影ぼうし（CD ONLY盤）                           | 作詞は町屋が担当                                       |
| World domination | 作詞作曲                                      | オトノエ                                          |                                                        |
| 砂漠の子守唄     | 作詞作曲                                      | オトノエ                                          |                                                        |
| 義風乱舞         | 作詞作曲                                      | 細雪（CD Only盤）                                 | ニューギングループ「義風堂々！！」タイアップ曲         |
| あっぱれが正義。 | 作詞作曲                                      | 配信限定                                          | ガリバー2019年新春初売りCMソング                       |
| IZANA            | 作詞作曲                                      | REACT                                             |                                                        |
| 生きとしいける花 | 作詞作曲                                      | TOKYO SINGING                                     |                                                        |
| 月下美人         | 作詞作曲                                      | TOKYO SINGING                                     | NHK「みんなのうた」放映                                |
| Sakura Rising    | 作詞作曲（作曲：町屋、作詞：Amy Leeとの共同） | TOKYO SINGING                                     | EVANESCENCE のAmy Leeとのコラボ曲                      |
| Tokyo Senseation | 作詞作曲                                      | TOKYO SINGING                                     |                                                        |
| 宛名のない手紙   | 作詞作曲                                      | TOKYO SINGING                                     |                                                        |
| 宵ノ花           | 作詞作曲                                      | I vs I                                            | ゲームアプリ「真・戦国炎舞-KIZUNA-」オープニングテーマ |
| 愛に誉れ         | 作詞作曲                                      | I vs I                                            | 「スマパチ義風堂々!!～兼次と慶次3」テーマソング        |
| そして、まほろば | 作詞作曲                                      | I vs I                                            |                                                        |
| 名作ジャーニー   | 作詞作曲                                      | I vs I                                            | アニメ「あはれ！名作くん」主題歌                       |

### 華風月
| 曲名                       | 作       | 収録                                         | 備考                                                                             |
| -------------------------- | -------- | -------------------------------------------- | -------------------------------------------------------------------------------- |
| 月食                       | 作詞作曲 | 湖上の月、流転の花 雨が明けたら              | 華風月のために最初に作った曲                                                     |
| 竹林の風                   | 作曲     | 湖上の月、流転の花 雨が明けたら              | インスト曲                                                                       |
| 花鳥風月                   | 作曲     | 湖上の月、流転の花 雨が明けたら              | ユウカリの同名曲の華風月アレンジ インスト曲                                      |
| そそら巡り                 | 作詞作曲 | 湖上の月、流転の花 雨が明けたら              |                                                                                  |
| あの場所へ                 | 作詞作曲 | 湖上の月、流転の花 雨が明けたら              |                                                                                  |
| 深紅                       | 作曲     | 湖上の月、流転の花 雨が明けたら              | 作詞はいぶくろ聖志が担当                                                         |
| 塒                         | 作詞作曲 | 雨が明けたら                                 |                                                                                  |
| 星降る丘                   | 作曲     | 雨が明けたら                                 | 作詞はいぶくろ聖志が担当                                                         |
| 幻想夜                     | 作曲     | 雨が明けたら                                 | 作詞はいぶくろ聖志が担当 一部、鈴華ゆう子が作詞                                  |
| かざぐるま                 | 作曲     | 雨が明けたら                                 | 作詞はいぶくろ聖志が担当                                                         |
| 結ノ道.藍                  | 作曲     | 雨が明けたら                                 | インスト曲                                                                       |
| Friends                    | 作詞作曲 | 淡き現に 夢かさね                            | Astyの同名曲の華風月アレンジ 2015年3月の華風月ライブで披露 後に4thアルバムに収録 |
| はじまりのひかり           | 作詞作曲 | 月に照らされ、風に揺れる華 淡き現に 夢かさね | いばキラTVテーマ曲                                                               |
| 華火                       | 作詞作曲 | -                                            | 和楽器バンドの同名曲の華風月アレンジ 2016年1月のライブで演奏                     |
| 月に照らされ、風に揺れる華 | 作詞作曲 | 月に照らされ、風に揺れる華 淡き現に 夢かさね | 5周年記念ライブで初披露                                                          |
| 小さな案内人               | 作詞作曲 | 淡き現に 夢かさね                            |                                                                                  |
| クレッシェンド             | 作詞作曲 | 淡き現に 夢かさね                            | Astyの同名曲を華風月でアレンジ                                                   |
| 物ノ怪かぞえ歌             | 作詞作曲 | 淡き現に 夢かさね                            |                                                                                  |
| 風のスケッチ               | 作詞     | 淡き現に 夢かさね                            |                                                                                  |
| 悠久の地                   | 作曲     | 淡き現に 夢かさね                            | インスト                                                                         |
| 空っぽロボット             | 作曲     | 空っぽロボット（配信限定シングル）           |                                                                                  |
| 機械島 Machine island      | 作曲     | 空っぽロボット（配信限定シングル）           | インスト                                                                         |

### Asty
作詞作曲ともに、Yukoおよび、ゆうこ、ユウコ名義。手のひらの涙のみ、鈴華ゆう子名義。
| 曲名           | 作       | 収録              | 備考                                                                       |
| -------------- | -------- | ----------------- | -------------------------------------------------------------------------- |
| はるかぜ       | 作詞作曲 | 春風              |                                                                            |
| 君色           | 作詞作曲 | 春風              |                                                                            |
| HAPPY WEDDING  | 作詞作曲 | Sweet Drops       |                                                                            |
| Cloudy Pink    | 作曲     | -                 | 詞は伊東友香が提供                                                         |
| さよなら       | 作詞作曲 | -                 |                                                                            |
| Sweet Summer   | 作詞作曲 | -                 |                                                                            |
| Desire         | 作詞作曲 | -                 |                                                                            |
| Friends        | 作詞作曲 | -                 | 後に華風月でセルフカバー                                                   |
| 雪時計         | 作詞作曲 | -                 | 後に鈴華ゆう子ソロでセルフカバー                                           |
| 笑っていて     | 作詞作曲 | -                 |                                                                            |
| 光の世界へ     | 作詞作曲 | Acoustic -nature- |                                                                            |
| クレッシェンド | 作詞作曲 | Acoustic -nature- | 後に華風月でセルフカバー                                                   |
| 手のひらの涙   | 作詞作曲 | -                 | 鈴華ゆう子名義 2013年5月のAstyライブで1度、ニコニコ生放送で1度披露したのみ |

### ユウカリ
| 曲名       | 作       | 収録    | 備考                                               |
| ---------- | -------- | ------- | -------------------------------------------------- |
| 花鳥風月   | 作曲     | Biluce  | インスト曲 後に華風月でセルフカバー                |
| 世界飛行   | 作曲     | Biluce  | インスト曲                                         |
| 結ノ道     | 作曲     | Billuce | インスト曲 後に華風月で結ノ道.藍としてセルフカバー |
| 笑っていて | 作詞作曲 | Biluce  | Astyの同名曲のセルフカバー                         |
| そそら巡り | 作曲     | -       | 後に華風月でセルフカバー                           |

### その他（楽曲提供など）
| 曲名                                 | 作       | 収録                                                                   | 備考                                                                                  |
| ------------------------------------ | -------- | ---------------------------------------------------------------------- | ------------------------------------------------------------------------------------- |
| 想ひ出綴り                           | 作曲     | Ensemble☆Stars! Unit SONG CD☆2nd vol.04                                | 楽曲提供                                                                              |
| いざ水戸黄門まつり！                 | 作詞作曲 |                                                                        | 水戸市の水戸黄門まつりイメージソング                                                  |
| WA☆show 桜party                      | 作詞作曲 | 尾丸ポルカ 1st Album Filmy Funny                                       | 楽曲提供 作詞作曲だけでなく、コーラスとしても参加                                     |
| アンダンティーノ                     | 作詞作曲 |                                                                        | QUIET STARSの企画から生まれた曲 作詞は桜村眞、結城リリナとの共作 コーラスとしても参加 |
| 成仏 / To Nirvana inspired from KUBI |          | 岩代太郎ベストアルバム「60年目のシンフォニア～The Best of TARO2025～」 | ボーカルとしてではなく、鈴華の声そのものを〝音色〟として取り入れる新しい試みで参加。  |

## 出演

### Web配信番組
- いばキラ★NIGHT 鈴華ゆう子のただいまIBARAKI!（2013年3月5日 - 2015年3月、いばキラTV）
- ゆにばーす・ばいぶる（2021年12月 -2022年3月 ABEMA）※ナレーション
- 鈴華ゆう子のただいまIBARAKI -Z- （2023年9月15日 - 不定期更新、いばキラTV）
- 鈴華ゆう子の和風喫茶　吟剣詩舞（2023年12月26日 - 不定期更新、日本吟剣詩舞協会Youtubeチャンネル）

### ラジオ
- Music Bit（2017年5月28日 - 9月20日、FM大阪） - マンスリーパーソナリティ
- 和楽器バンド 鈴華ゆう子の 日本が好きになっちゃうラジオ（2018年10月1日 - 2022年9月、JFN）
- 鈴華ゆう子のJapanese Treasures（2023年10月6日 - 、LuckyFM茨城放送）

### テレビアニメ
- ピーチボーイリバーサイド（2021年） - アトラ 役（声の出演）

### ゲーム
- SDガンダム GGENERATION GENESIS（2016年11月22日） - ユーコ・オルテンシア 役（声の出演[109]）

### その他コンテンツ
- 着ボイス「鈴華ゆう子の萌え詩吟」（2011年4月11日）[110]